# Економічний симулятор
Економічний симулятор (англ. economic simulation game) — жанр комп'ютерних ігор, заснований на відтворенні економічних, ринкових процесів. Метою гравця, що керує певним підприємством, є отримання віртуального прибутку.
У «чистих» економічних симуляторах відсутні елементи будівництва. Гравець має управляти вже наявним комерційним підприємством, де ринкові процеси і поведінку конкурентів наближені до реальності.
Елементи економічної симуляції, найчастіше досить значні, присутні у багатьох стратегічних іграх, де однією з цілей гравця є отримання прибутку. В іграх цього жанру гравцеві надається можливість управляти економічними системами різного ступеня складності, наприклад, містом (SimCity, Cities: Skylines), острівною державою (Tropico), фермою (SimFarm), транспортною фірмою (Railroad Tycoon, Transport Tycoon, Transport Fever) або вибирати профіль і розмір віртуального бізнесу на свій розсуд (Віртономіка) тощо. Найчастіше об'єктами управління можуть бути екзотичні системи, наприклад, мурашник (SimAnt) або підземелля (Dungeon Keeper).